# 伊地知重政 (伊地知重英の子)
伊地知 重政（いぢち しげまさ）は、戦国時代から安土桃山時代にかけての武将。薩摩国島津氏の家臣。
大隅国の国人伊地知氏庶流。重政は5代当主・重豊の四男・重基の玄孫にあたる。
永禄9年（1566年）の三ツ山城攻めで軍功を為し、天正6年（1578年）の耳川の戦いでは、島津義弘の命により10月10日の夜半に酒瀬川武安・富山備中守と共に300余の兵で伏兵し、敵勢を討ち取る功を上げた。後に日向国門川（現・宮崎県門川町）の地頭に任じられ、軍議に参加する人数54人のうち日向3城の一人に数えられる（日向の3城は吉利忠澄が地頭であるため、地頭職は忠澄に任じられたものとも）。天正9年（1581年）の肥後国水俣城攻めには、この門川衆を率いて出陣している。
天正14年（1586年）の丹生島城攻めの際は先登を果たす功を為したが、翌天正15年（1587年）に豊後国野津（現・大分県臼杵市野津町）の地にて討ち死にした。